# Barbacenia pallida
Barbacenia pallida är en enhjärtbladig växtart som beskrevs av Lyman Bradford Smith och Edward Solomon Ayensu. Barbacenia pallida ingår i släktet Barbacenia och familjen Velloziaceae. Inga underarter finns listade.